# Bound for Glory (2020)
Bound for Glory est un pay-per-view de catch professionnel organisé par la fédération de catch Impact Wrestling (anciennement TNA), il est le seizième événement de la chronologie des Bound for Glory.
Huit matches furent disputés lors de cet événement. Lors du main-event, Rich Swann remporta le championnat du monde d'Impact en battant Eric Young. Lors des autres matches importants, The North (Ethan Page et Josh Alexander) bat The Motor City Machine Guns (Alex Shelley et Chris Sabin), The Good Brothers (Doc Gallows et Karl Anderson), et Ace Austin et Madman Fulton remportant les Impact World Tag Team Championship, et Su Yung bat Deonna Purrazzo remportant le Impact Knockouts Championship. Cet événement marque également la première apparition de The Rock en dehors de la WWE en 11 ans lorsqu'il intronisa Ken Shamrock au Impact Hall of Fame.
Cet événement marqua également le retour de Swoggle, de Daivari et de James Storm.

## Contexte
Le 18 juillet 2020 lors de Slammiversary, il est annoncé que Bound for Glory se déroulera le 24 octobre 2020,. Il n'y avait aucun public lors de cet événement en raison des conditions sanitaires particulières impliquant le coronavirus aux États-Unis.

## Histoire
Cet événement produit des matches de catch professionnels scriptés impliquant une histoire au résultat prédéfini entre un catcheur face (gentil) et heel (méchant).
Lors de Slammiversary, Rich Swann effectua son retour de blessure et Eric Young—effectua son retour à Impact Wrestling après quatre ans d'absence en participant à un five-way elimination match pour le championnat du monde d'Impact laissé vacant à la suite du renvoi de Tessa Blanchard. Au cours du match, Swann élimina Young qui l'attaqua immédiatement après avec une chaise dans le but de le blesser au genou. Le match fut finalement remporté par Eddie Edwards. Le 4 août à Impact!, Swann annonce kayfabe qu'il est contraint de prendre sa retraite àla suite de l'attaque de Young avant de se faire de nouveau attaquer par Young avec une chaise. Le 1er septembre à Impact!, Young bat Edwards remportant le championnat du monde d'Impact pour la deuxième fois. Deux semaines plus tard, Swann demanda au vice-président exécutif, Scott D'Amore, un match contre Young pour Bound for Glory, Young est alors arrivé et a attaqué D'Amore avant de fuir face à Rich Swann armé d'une béquille. D'Amore officialisa le match de championnat entre Young et Swann après ça. Cependant, le 22 septembre à Impact, Eddie Edwards invoque sa clause pour un match revanche qui est annoncé pour Victory Road, le vainqueur affrontera Swann à Bound for Glory. Lors de Victory Road, Young remporta le match et conserva son titre avant de tenter de blesser Edwards mais il sera repoussé par Rich Swann.
Lors de Slammiversary, Deonna Purrazzo bat Jordynne Grace et remporte le Impact Knockouts Championship. Le même soir, Kylie Rae remporta un 12-woman Gauntlet for the Gold match devenant première aspirante au titre de Purrazzo. Le 22 septembre à Impact, Rae et Susie battent Purrazzo et Lee, après le match, Purrazzo attaqua Susie avant de fuir. Rae lança un défi à Purrazzo pour Bound for Glory Cependant, la semaine suivante à Impact, il est annoncé que Susie affrontera Purrazzo pour son titre lors de Victory Road ce qui signifie que Rae affrontera la gagnante à Bound for Glory. Purrazzo conserva son titre lors de Victory Road. La victoire de Purrazzo impliqua qu'elle devra affronter Rae à Bound for Glory, cependant, Rae ne se présenta pas et fut remplacée par Su Yung (le côté démonique de Susie). La raison de l'absence de Rae est que cette dernière se retira du monde du catch professionnel.
Le 18 août lors de la première nuit de Emergence, Rohit Raju bat Chris Bey et TJP lors d'un three-way match et remporta le Impact X Division Championship pour la première fois. Le 15 septembre à Impact, Bey, TJP et Trey s'affrontèrent pour déterminer qui affrontera Raju pour le titre la semaine suivane, Trey remporta le match mais fut battu par Raju la semaine suivante. Lors de Victory Road, Raju lança un open challenge avec son titre en jeu, Willie Mack répondit au défi mais fut battu par décompte à l'extérieur par Raju qui conserva son titre. Le 6 octobre à Impact!, Raju perd contre Jordynne Grace qui avait répondu à son open challenge, mais il changea les règles du match, ne mettant pas son titre en jeu. Après cela, D'Amore annonça que Raju défendra son titre à Bound for Glory lors d'un six-way scramble qui inclura Bey, Grace, TJP, Trey et Mack.
Lors de Slammiversary, Moose bat Tommy Dreamer lors d'un Old School Rules match pour conserver son non-officiel TNA World Heavyweight Championship. Lors de l'épisode d'Impact suivant, après avoir conservé son titre en battant Fallah Bahh, il s'est fait attaquer EC3 qui effectuait son retour. Le 18 août lors de la première nuit de Emergence, Moose bat Trey pour conserver son titre avant de se faire attaquer par EC3 qui lui vola le TNA World Heavyweight Championship. Les semaines suivantes, EC3 continua de jouer avec les nerfs de Moose, menaçant de brûler le titre s'il ne le trouvait pas,,. Lors de Victory Road, après avoir été distrait par EC3 lors de son match contre Trey, Moose chercha EC3 et trouva son titre, il se fit cependant attaquer par EC3 qui déclara vouloir tenir des funérailles pour le titre. Le 6 octobre à Impact!, EC3 organisa des funérailles pour le titre en jetant le titre du haut d'un pont de façon à libérer Moose."

## Résultats
| No.                                                                                              | Résultats | Stipulations | Durées |
| ------------------------------------------------------------------------------------------------ | --- | --- | ------ |
| 1P                                                                                               | The Deaners (Cody Deaner & Cousin Jake) battent The Rascalz (Dez & Wentz) | Tag team match | 3:42   |
| 2                                                                                                | Rohit Raju (c) bat Chris Bey, Jordynne Grace, TJP, Trey et Willie Mack | Six-way Intergender Scramble match pour le Impact X Division Championship | 13:20  |
| 3                                                                                                | Rhino l'emporte en éliminant Sami Callihan | Call Your Shot Gauntlet intergender match à 20 participants Le gagnant peut choisir un match pour le titre de son choix l'année suivante. Si Rhino ou Heath gagne, Heath obtiendra un contrat à temps-plein à Impact, si aucun des deux ne gagnent, Rhino est viré. | 25:22  |
| 4                                                                                                | Moose bat EC3 | Match simple | 9:49   |
| 5                                                                                                | Ken Shamrock (avec Sami Callihan) bat Eddie Edwards par soumission | Match simple | 12:32  |
| 6                                                                                                | The North (Ethan Page et Josh Alexander) battent The Motor City Machine Guns (Alex Shelley et Chris Sabin) (c), The Good Brothers (Doc Gallows et Karl Anderson) et Ace Austin et Madman Fulton | Four-way tag team match pour les Impact World Tag Team Championship | 14:26  |
| 7                                                                                                | Su Yung bat Deonna Purrazzo (c) (avec Kimber Lee) | Match simple pour le Impact Knockouts Championship | 15:05  |
| 8                                                                                                | Rich Swann bat Eric Young (c) | Match simple pour le Impact World Championship | 21:31  |
| - (c) – fait référence aux champions - P – indique les matches s'étant déroulés dans le pré-show | | |        |